# Carmen Electra
Carmen Electra, nome d'arte di Tara Leigh Patrick (Cincinnati, 20 aprile 1972), è una modella, attrice, cantante, ballerina e personaggio televisivo statunitense.

## Biografia
Tara Leigh Patrick nasce a Cincinnati, nell'Ohio, il 20 aprile 1972 da una famiglia di origini inglesi, irlandesi, tedesche ed olandesi, ultimogenita dei sei figli di Harry Patrick, un chitarrista ed intrattenitore, e di Patricia, una cantante. Sin dall'età di nove anni, mentre frequentava la prestigiosa School for Creative and Performing Arts, si applicò seriamente a diventare un'artista completa. Ha imparato infatti a ballare, recitare e cantare.
A quindici anni si trasferì a Minneapolis per tentare la fortuna. Qui lavorò come modella con la sorella per un atelier di moda. Quattro anni dopo si trasferì a Las Vegas dove incontrò Prince, allora impegnato a girare il mondo con il suo show popolato da belle ragazze, molte delle quali poi lanciate nel mondo dello spettacolo. Egli ingaggiò la ragazza e le diede il nome d'arte di Carmen Electra. In quel periodo incise anche un disco. Quando Pamela Anderson uscì dal cast della serie Baywatch, Carmen venne ingaggiata per sostituirla.
È apparsa in diversi film commerciali, tra cui Missione hamburger (1997), Scary Movie (2000), nel remake in formato film della serie televisiva degli anni settanta Starsky & Hutch (2004), nei film Hot Movie e Epic Movie (2006), in Meet the Spartans italianizzato 3ciento - Chi l'ha duro... la vince (2008) e in Disaster Movie (2008). Divenne anche testimonial della birra Budweiser.
Nel 1999 recita la parte di Esmeralda in Vacanze di Natale 2000, film dei Vanzina, a fianco di Massimo Boldi e Christian De Sica. È apparsa nella puntata 1x21 di Dr. House - Medical Division, Il caso House, nel ruolo di se stessa. Ha creato una serie di produzioni di striptease della quale è produttrice, intitolate Carmen Electra Aerobic Striptease e realizzate in una serie di DVD che uniscono i tradizionali striptease a lezioni di aerobica. È apparsa come modella su Playboy nell'aprile del 2003, ma non è mai stata una Playmate.
Nel 2005 fonda la NWWL (Naked Women's Wrestling League), federazione di wrestling spettacolo, in cui le atlete si oppongono tra loro nude; in seguito conduce il programma Chart Blast per MTV.
Nel 2022 firma un contratto con la Disney per il ruolo della regina Cornella (versione femminile del re Cornelius) nel remake live action di Taron e la pentola magica.

## Vita privata
Nel 1998 ha perso la madre e la sorella maggiore, la prima per un tumore al cervello e la seconda per un attacco di cuore. È stata brevemente sposata con la star del basket Dennis Rodman, dal novembre 1998 all'aprile 1999. In seconde nozze, nel 2003, ha sposato Dave Navarro. La coppia, dopo aver documentato il fidanzamento e il matrimonio in un programma di MTV intitolato Til Death Do Us Part: Carmen & Dave, ha firmato le carte per la separazione nel 2006. Il divorzio è stato ultimato l'anno seguente.
Nell'aprile 2008 Electra confermò di essere fidanzata con Rob Patterson, ex membro della metal band Otep. Tuttavia, nel 2012, risultò single e apparve come una delle celebrità nel programma televisivo per incontri The Choice. Non ha mai nascosto alla stampa la sua bisessualità, dichiarandola in varie interviste.

## Filmografia

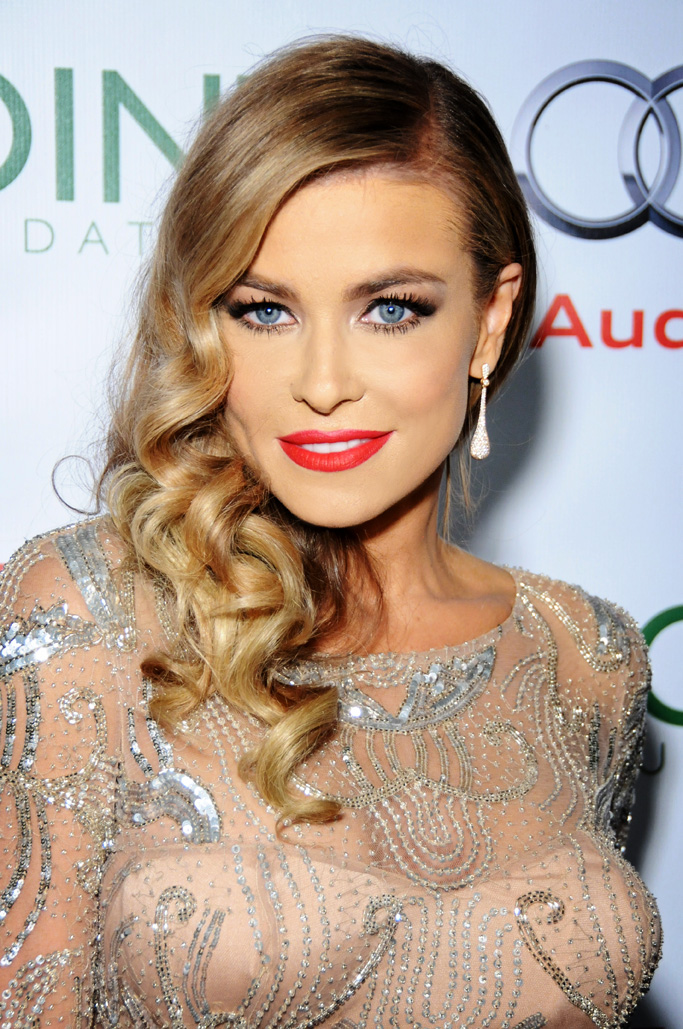
Carmen Electra nel 2013

### Attrice

#### Cinema
- Missione hamburger (Good Burger), regia di Brian Robbins (1997)
- Vacanze di Natale 2000, regia di Carlo Vanzina (1999)
- Scary Movie, regia di Keenen Ivory Wayans (2000)
- Sol Goode, regia di Danny Comden (2001)
- Get Over It, regia di Tommy O'Haver (2001)
- Le ragazze dei quartieri alti (Uptown Girls), regia di Boaz Yakin (2003)
- La figlia del mio capo (My Boss's Daughter), regia di David Zucker (2003)
- Starsky & Hutch, regia di Todd Phillips (2004)
- Mr. 3000, regia di Charles Stone III (2004)
- Dirty Love - Tutti pazzi per Jenny (Dirty Love), regia di John Asher (2005)
- Il ritorno della scatenata dozzina (Cheaper by the Dozen 2), regia di Adam Shankman (2005)
- Hot Movie - Un film con il lubrificante (Date Movie), regia di Aaron Seltzer (2006)
- Scary Movie 4, regia di David Zucker (2006)
- American Dreamz, regia di Paul Weitz (2006)
- Pledge This!, regia di William Heins (2006)
- Epic Movie, regia fi Aaron Seltzer (2007)
- 14 anni vergine (Full of It), regia di Christian Charles (2007)
- Christmas in Wonderland, regia di James Orr (2007)
- Racconti incantati (Bedtime Stories), regia di Adam Shankman (2008)
- 3ciento - Chi l'ha duro... la vince (Meet the Spartans), regia di Jason Friedberg e Aaron Seltzer (2008)
- Disaster Movie, regia di Jason Friedberg e Aaron Seltzer (2008)
- Barry Munday - Papà all'improvviso (Barry Munday), regia di Chris D'Arienzo (2010)
- Mardi Gras - Fuga dal college (Mardi Gras: Spring Break), regia di Phil Dornfield (2011)
- 2-Headed Shark Attack, regia di Christopher Ray (2012)
- Lap Dance, regia di Greg Carter (2014)
- Chocolate City, regia di Jean-Claude La Marre (2015)
- Missione hamburger 2 (Good Burger 2), regia di Phil Traill (2023)

#### Televisione
- Baywatch Nights – serie TV, episodio 1x19 (1996)
- Just Shoot Me! – serie TV, episodio 2x05 (1997)
- MADtv – sketch comedy (1997)
- All That – sketch comedy (1997)
- Pacific Blue – serie TV, episodio 3x14 (1997)
- Baywatch – serie TV, 22 episodi (1997-1998)
- Hyperion Bay – serie TV, 8 episodi (1998)
- Due ragazzi e una ragazza (Two Guys and a Girl) – serie TV, episodio 1x10 (1998)
- Gli specialisti (Soldier of Fortune, Inc.) – serie TV, episodio 2x03 (1998)
- The Drew Carey Show – serie TV, episodio 6x05 (2000)
- Off Centre – serie TV, episodio 2x03 (2002)
- Baywatch - Matrimonio alle Hawaii (Baywatch: Hawaiian Wedding), regia di Douglas Schwartz – film TV (2003)
- Eve – serie TV, episodio 1x04 (2003)
- Detective Monk – serie TV, episodio 3x02 (2004)
- Summerland – serie TV, 5 episodi (2005)
- Hope & Faith – serie TV, episodio 2x15 (2005)
- Una pupa in libreria (Stacked) – serie TV, episodio 2x03 (2005)
- Fat Actress – serie TV, episodio 1x02 (2005)
- Dr. House - Medical Division (House, M.D.) – serie TV, episodio 1x21 (2005)
- Joey – serie TV, episodi 1x22, 2x15 (2005-2006)
- Reno 911! – serie TV, episodio 6x07 (2009)
- 90210 – serie TV, episodi 5x05, 5x08 (2012)
- Suburgatory – serie TV, episodio 2x20 (2013)
- Franklin & Bash – serie TV, episodio 4x07 (2014)
- Jane the Virgin – serie TV, episodio 3x07 (2016)
- The Last Dance – docuserie (2020)
- That '90s Show – serie TV, episodio 2x04 (2024)

### Doppiatrice
- I Simpson (The Simpsons) – serie animata, episodio 13x21 (2000)
- King of the Hill – serie animata, episodio 7x11 (2003)
- Tripping the Rift – serie animata, 13 episodi (2004-2005)
- Leisure Suit Larry: Box Office Bust – videogame (2009)

### Video musicali
- Everybody Get On Up (1993)
- The Inevitable Return of the Great White Dope dei Bloodhound Gang (1999)
- No Matter What They Say di Lil' Kim (2000)
- Girls, Girls, Girls di Jay-Z (2001)
- ACDC di Joan Jett (2006)
- LA Girls di Mams Taylor (2009)
- Hush Hush delle Pussycat Dolls (2009)
- No Love dei Filter (2010)

## Discografia

### Discografia solista
- 1993 - Carmen Electra

## Doppiatrici italiane
Nelle versioni in italiano delle opere in cui ha recitato, Carmen Electra è stata doppiata da:
- Alessandra Korompay in Baywatch, Hope & Faith
- Ilaria Latini in Epic Movie, Vacanze di Natale 2000
- Connie Bismuto in Scary Movie 4, 14 anni vergine
- Stella Musy in Scary Movie
- Valentina Mari in La figlia del mio capo
- Rossella Acerbo in Starsky & Hutch
- Antonella Baldini in Dirty Love - Tutti pazzi per Jenny
- Laura Lenghi in Detective Monk
- Roberta Pellini in 3ciento - Chi l'ha duro... la vince
- Alessandra Cassioli in Hyperion Bay
- Laura Latini in Disaster Movie
- Eleonora De Angelis in Mardi Gras - Fuga dal college

## Premi
- Nel 2007 vince i Razzie Awards come peggior attrice non protagonista per Scary Movie 4 e Hot Movie - Un film con il lubrificante.